# Adesmia vallsii
Adesmia vallsii är en ärtväxtart som beskrevs av Miotto. Adesmia vallsii ingår i släktet Adesmia och familjen ärtväxter. Inga underarter finns listade i Catalogue of Life.